# 696 Leonora
För andra betydelser, se Leonora (olika betydelser).
696 Leonora eller 1910 JJ är en asteroid i huvudbältet, som upptäcktes 10 januari 1910 av den amerikanske astronomen Joel Hastings Metcalf i Taunton. Den är uppkallad efter Mary Leonora Snow.
Asteroiden har en diameter på ungefär 81 kilometer och tillhör asteroidgruppen Meliboea.